# Joseph Thompson
Joseph "Joe" Thompson es un actor británico, más conocido por haber interpretado a Paul Browning en la serie Hollyoaks.

## Biografía
Joseph se entrenó en el Webber Douglas Academy of Dramatic Art.

## Carrera
En 2007 apareció en un episodio de la popular serie británica EastEnders. En 2008 apareció como invitado en la serie médica Casualty, donde dio vida a Wheelie durante el episodio "Face the World".
El 23 de enero de 2012, se unió al elenco de la serie británica Hollyoaks, donde interpretó al peligroso doctor Paul "Sleaze" Browning hasta el 16 de septiembre de 2013.

## Filmografía[3]

### Series de televisión
| Año         | Título              | Personaje         | Notas                              |
| ----------- | ------------------- | ----------------- | ---------------------------------- |
| 2017        | Time After Time     | Preston           | episodio "Pilot"                   |
| 2015        | Casualty            | Nick Greene       | episodio "Home for Christmas"      |
| 2014        | Elementary          | Líder             | episodio "Paint It Black"          |
| 2012 - 2013 | Hollyoaks           | Dr. Paul Browning | 139 episodios                      |
| 2008        | Casualty            | Wheelie           | episodio "Face the World"          |
| 2007        | EastEnders          | Pedro             | episodio del 5 de octubre          |
| 2003        | Georgian Underworld | -                 | episodio "Invitation to a Hanging" |

### Películas
| Año  | Título                | Personaje           | Notas                                                                           |
| ---- | --------------------- | ------------------- | ------------------------------------------------------------------------------- |
| 2008 | She Stoops to Conquer | George Hastings     | junto a Tim Bell, Simon Butteriss, Judi Daykin, Mark Dexter y Susannah Fielding |
| 2004 | Truth Be Told         | Director de Casting | corto - junto a Andrea Andes, Mark Basile y Jessica Anne Bogart                 |

### Narrador
| Año | Título   | Notas           |
| --- | -------- | --------------- |
| -   | Lessness | obra - narrador |

### Teatro
| Año | Obra                     | Personaje                | Director (a)                      | Teatro           |
| --- | ------------------------ | ------------------------ | --------------------------------- | ---------------- |
| -   | The Odd Couple           | Manolo                   | Rachel O'Riordan                  | Perth Theatre    |
| -   | Earthquakes in London    | Joven Robert/Doctorc Tim | Caroline Steinbeis & Rupert Goold | Headlong Theatre |
| -   | The Cherry Orchard       | -                        | Howard Davies                     | National Theatre |
| -   | Fuenteovenjuna           | -                        | Philip Howard                     | Oran Mor Theatre |
| -   | Fram                     | William Rutland          | Tony Harrison                     | National Theatre |
| -   | Petrol Jesus Nighmare #5 | Yossariat                | Philip Howard                     | Traverse Theatre |
| -   | The Voysey Inheritance   | Denis Tregoning          | Peter Gill                        | National Theatre |
| -   | Romeo and Juliet         | París                    | Jacob Murray                      | -                |
| -   | Undertown                | William                  | Robin Belfield                    | -                |

## Premios y nominaciones
| Año  | Categoría                                              | Premio                     | Serie     | Resultado |
| ---- | ------------------------------------------------------ | -------------------------- | --------- | --------- |
| 2014 | Best On-Screen Partnership (junto a Jennifer Metcalfe) | British Soap Award         | Hollyoaks | Nominado  |
| 2013 | Best Bad Boy                                           | Inside Soap Award          | Hollyoaks | Nominado  |
| 2013 | Best Newcomer                                          | British Soap Award         | Hollyoaks | Ganador   |
| 2013 | Most Popular Newcomer                                  | National Television Awards | Hollyoaks | Nominado  |